# MEZAMASHI TV
MEZAMASHI TV (めざましテレビ) est une émission de télévision japonaise qui passe du lundi au vendredi le matin. Cette émission donne des informations variées, par exemple les nouvelles du jour, le sport, la mode etc...
"IMADOKI" (イマドキ) présente la mode vestimentaire ou alimentaire. En plus, il y a d’autres parties variées : "MEZAMASHI DIARY" (めざましダイアリー) qui transmet des messages de téléspectateurs. Dans "Kyo no Wanko" (きょうのわんこ), c'est-à-dire "le chien d'aujourd'hui", on présente le chien d’un téléspectateur. Une partie qui est très populaire est "MEZAMASHI JANKEN" (めざましジャンケン), c'est-à-dire le jeu Pierre-feuille-ciseaux.
Les présentateurs principaux sont Masaharu Miyake (三宅 正治) et Yumi Nagashima (永島 優美). Masaharu Miyake a 53 ans, il travaille depuis 30 ans et passe dans beaucoup de programmes télévisés différents.  Elle est une présentatrice très populaire. Un autre présentateur est Shinichi Karube (軽部真一) qui annonce les informations sur les artistes. Il est entré dans l'entreprise Fuji TV en 1985, la même année que Masaharu Miyake. 
Au niveau de l'audience, "MEZAMASHI TV" est souvent à la première place des émissions du matin. Par exemple, le 5 janvier 2015, "MEZAMASHI TV" a obtenu la première place de l'audience annuelle. C'était 10.2%, pour la sixième année de suite. 
Tout d'abord, "MEZAMASHI TV" avait été créée en rivalité avec "Zoom in!! SUPER" qui passe aussi le matin en même temps sur NTV. 
À partir de 2020, la chanson thème est la même tous les jours, et cette chanson est "Hello" interprété par le groupe Official HIGE DANdism.
"MEZAMASHI - kun" qui a été créé sur un motif de réveil est la mascotte de cette émission.
Il y a un "Twitter", alors on peut connaître des informations amusantes qui sont envoyées par Twitter par les téléspectateurs.